# Agrypnus amplicollis
Agrypnus amplicollis là một loài bọ cánh cứng trong họ Elateridae. Loài này được Boheman miêu tả khoa học năm 1851.